# 1&1 Versatel

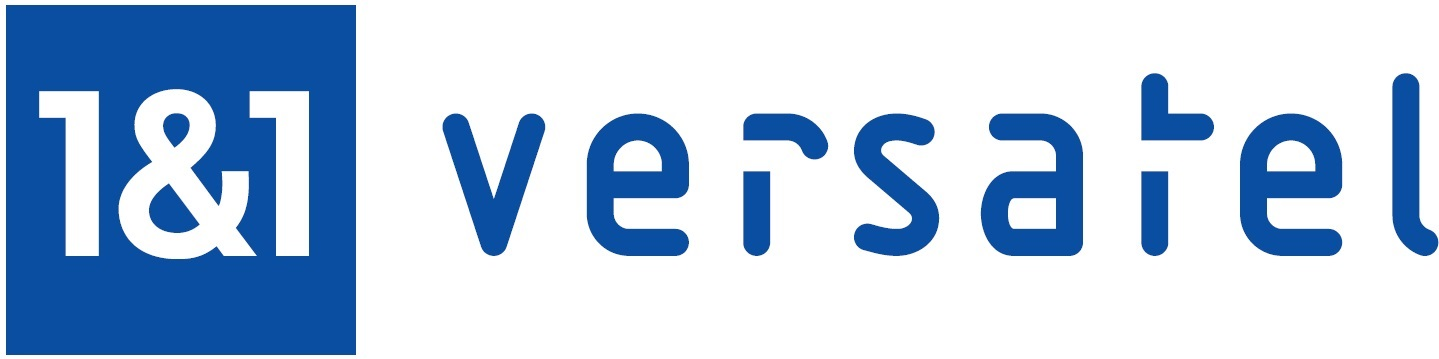
bedrijfslogo sinds 1 juli 2016

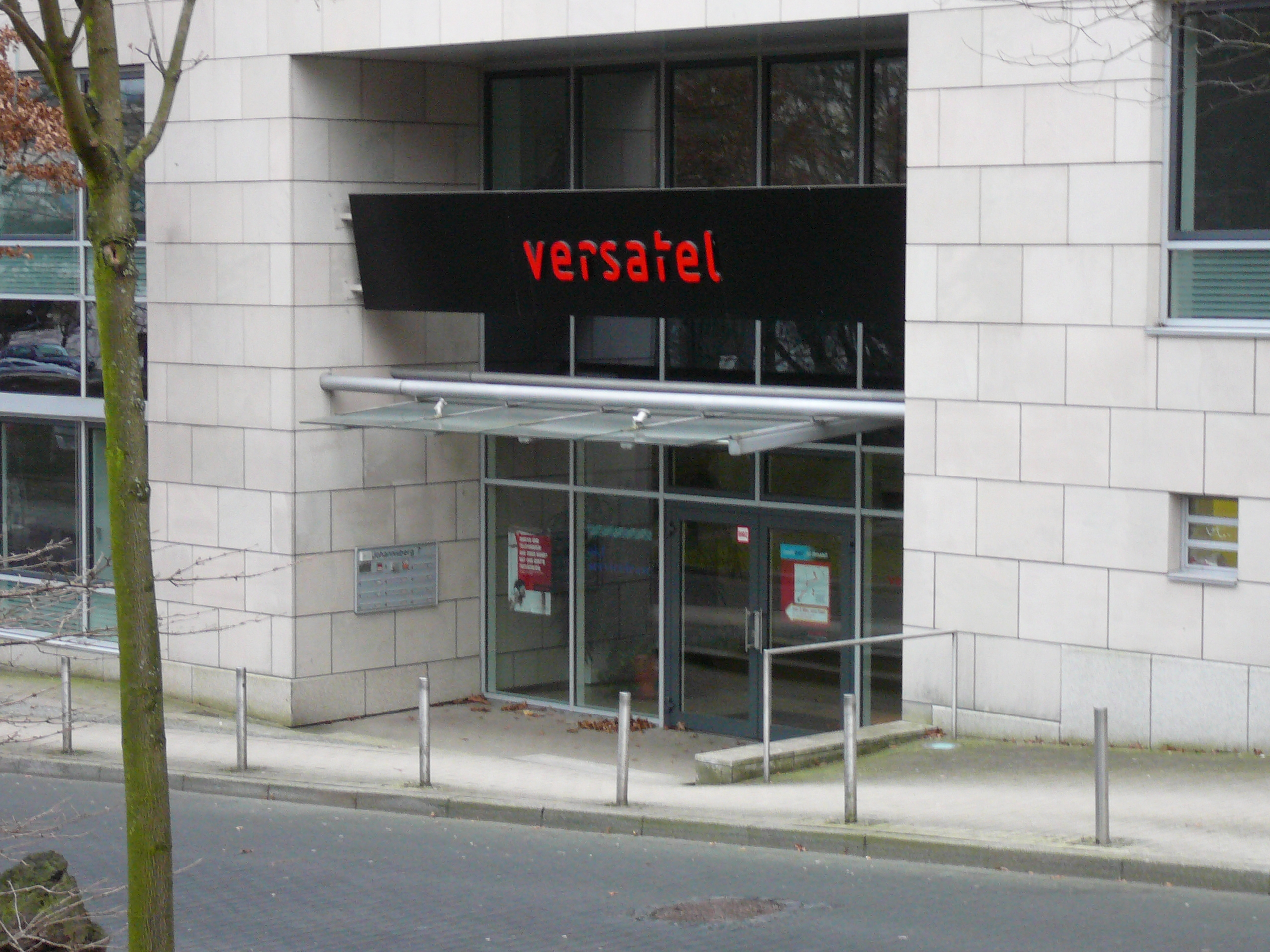
Vestiging van Versatel in Duitsland

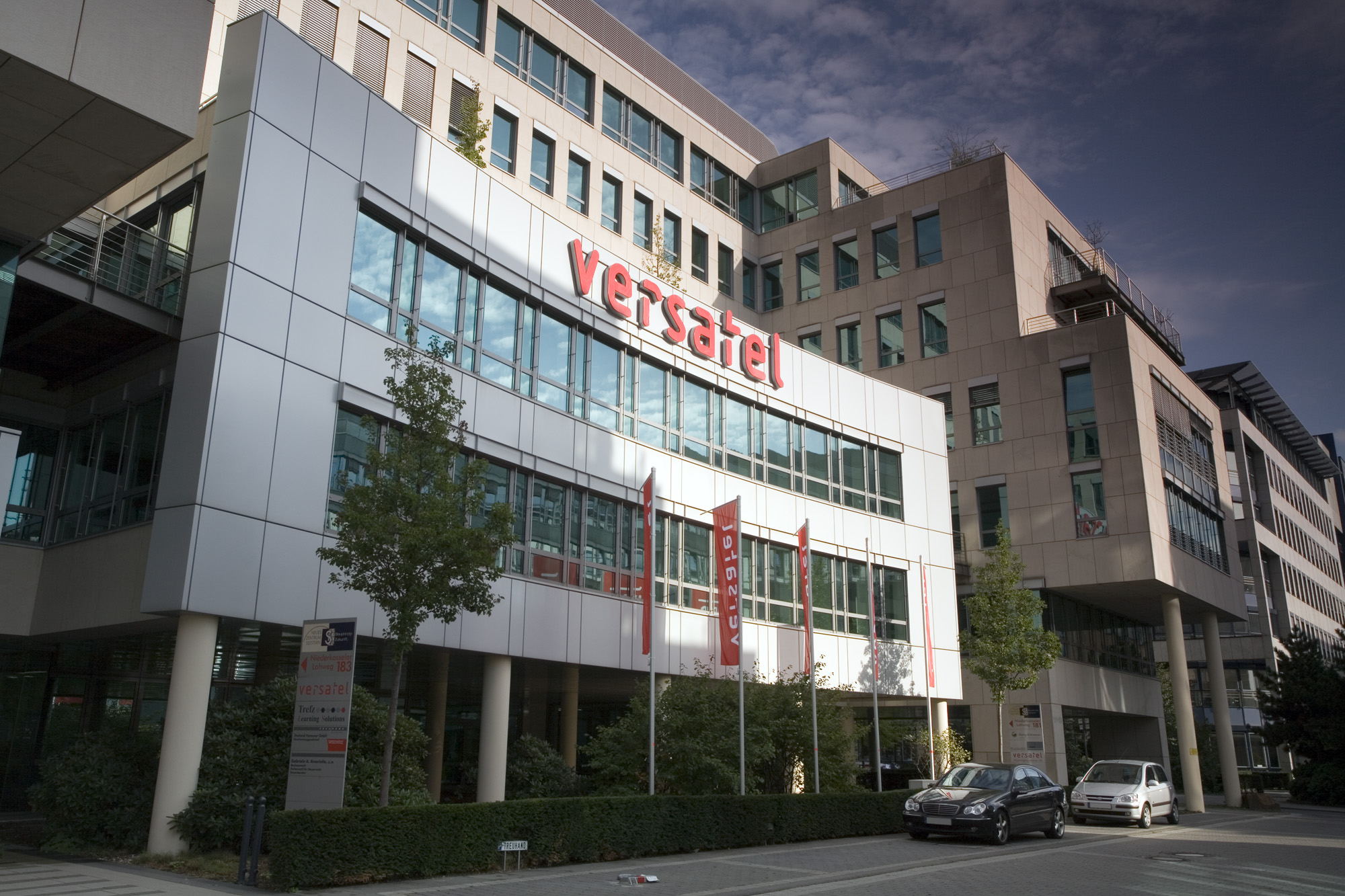
Versatelgebouw in Düsseldorf

1&1 Versatel GmbH (voor 1 juni 2016: Versatel Deutschland GmbH) is een onafhankelijk telecombedrijf dat actief is in Duitsland. 
Het huidige bedrijf is ontstaan in 2005, maar van 1995 tot 2005 was het bedrijf ook actief met een eigen netwerk in de Benelux. Het huidige Duitse bedrijf is een beursgenoteerd op infrastructuur gebaseerde telecommunicatieaanbieder met het hoofdkantoor in Berlijn. Als aanbieder van spraak-, internet- en datadiensten voor particuliere en bedrijfsdoeleinden op de Duitse markt behaalde het in het boekjaar 2009 een omzet van 734,8 miljoen euro, waarmee het de op twee na grootste op infrastructuur gebaseerde telecommunicatieaanbieder van Duitsland. In 2010 werkten er 1300 mensen.
Het bedrijf beschikte in 2009 over een eigen glasvezelnet met een totale lengte van 40.000 kilometer en had toen een eigen net in 12 van de 16 deelstaten en 32 van de 50 grootste Duitse steden. In 2009 en 2010 werden langdurende contracten gesloten met Telefónica O2, waarmee het bedrijf sindsdien alle Duitse huishoudens kan bereiken.
Het bedrijf was eind 2009 voor 41,67% in handen van Vienna II S.a.r.l. (dochterholding van investeringsmaatschappij Apex). 25,21% was in handen van het Duitse internetbedrijf United Internet, 25,04% in handen van de Nederlandse investeringsmaatschappij Cyrte Investments van John de Mol en 8,08% is free float.

## Geschiedenis

### Oprichting en overnames
Het bedrijf werd in 1995 opgericht door telecomconsultants Gary Mesch en Marc van der Heijden, die hun kantoor vestigden in Amsterdam. Hun ambitie was om het bedrijf groot te maken door zich te richten op de liberalisering van de telecommarkt. In de daaropvolgende jaren werd veel geïnvesteerd in de overname van verschillende bedrijven:
1. Telecombedrijf Bizztel Telematica in Nederland in begin 1998
2. Consultancy en automatiseerder CSNet in Nederland in december 1998
3. Netwerkaanbieder Speedport in Nederland in mei 1999
4. Webhosting provider VuurWerk Internet in Nederland in mei 1999
5. Webhosting provider Itinera in België in juni 1999
6. Netwerkaanbieder SVIANed (dochter van het GAK) in Nederland in juni 1999
7. VEW Telnet in Duitsland in december 1999
8. Netwerkaanbieder Komtel in Duitsland in maart 2000
9. Wholesale carrier Compath in België in juni 2000

### Zon
In 1999 richtte Versatel samen met Radio 538 en Free Record Shop in Nederland de 'gratis' internetdienst Zon (Zonnet) op. Bij oprichting werd ingezet op 1 miljoen klanten, maar in 2003 stond de teller nog maar op 100.000 klanten. Op 1 januari 2005 schrapte Versatel de naam Zon, een paar maanden voordat het bedrijf zelf werd opgeheven.
De e-mailadressen die eindigden op @zonnet.nl en @versatel.nl zijn nog altijd in gebruik. Deze adressen zijn sinds 1 maart 2020 eigendom en onder het beheer van InterNLnet. De herlancering van  het label Zonnet.nl vond daarop plaats op 28 juli 2020.

### Beursgang en financiële problemen
In 1999 ging het bedrijf naar de beurs om kapitaal op te halen voor het uitbouwen van een eigen telecomnetwerk. Het werd een groot succes; een jaar later was de prijs per aandeel gestegen van 10 naar 80 euro. In 2001 kreeg het bedrijf tevens een notering aan de AEX. Daarna daalde echter het vertrouwen; door rentebetalingen van meer dan 180 miljoen euro werden in 2002 grote verliezen gemaakt in plaats van eerder voorspelde winst, zodat beleggers hun vertrouwen in het bedrijf kwijt raakten en het bedrijf in juni 2002 uitstelling van betaling moest aanvragen. In november van dat jaar gingen de obligatiehouders uiteindelijk akkoord met een financiële schoonmaak, waarop het bedrijf in 2003 voor het eerst winst begon te maken. In februari van dat jaar nam John de Mols investeringsmaatschappij Talpa een belang van ruim 5% in het bedrijf, hetgeen in 2005 opgelopen was tot 42%.

### Uitzendrechten en overname
In december 2004 kocht het bedrijf voor 30,5 miljoen per jaar de rechten op het uitzenden van livevoetbal uit de eredivisie in een poging meer klanten aan zich te binden door deze wedstrijden via internet uit te zenden. Deze investering kostte het bedrijf uiteindelijk de kop; het ombouwen van het netwerk om dit mogelijk te maken kostte enkele tientallen miljoenen en daarbij had het bedrijf ook het geld niet voor de uitzendrechten, zodat de verliezen opliepen tot ruim 100 miljoen.
Een maand later meldde het bedrijf dat winsten zouden uitblijven tot 2007. In mei werden daarop voor het eerst overnamebesprekingen gevoerd tussen Versatel, Talpa en geïnteresseerde Belgacom, die de maand erop echter afhaakte. In juli werd uiteindelijk een overnameovereenkomst getekend met het Zweedse Tele2. De combinatie Versatel-Tele2 was niet vreemd nadat KPN Tele2 België had overgenomen. Na de mislukte gesprekken met Belgacom zagen Tele2 Nederland en Versatel in elkaar goede partners. Tele2 had op dat moment 2,6 miljoen klanten in de Benelux, maar had geen eigen netwerk, terwijl Versatel wél een eigen netwerk had opgebouwd, maar niet veel klanten had. Voor de overname werd 1,34 miljard euro betaald. Tele2 besloot daarop de naam Versatel te laten vallen voor de naam Tele2 Zakelijk. Dit vanwege de hoge verliezen waarmee de naam Versatel werd geassocieerd. Het plan om klanten te werven met de aankoop van de eredivisie-voetbalrechten werd wel doorgezet.
Daarop werd de Luxemburgse divisie van Versatel geïntegreerd met de divisie van Tele2 Luxemburg en in 2008 alsnog doorverkocht aan Belgacom. De Duitse divisie, die ontstond met de aankoop van VEW Telnet in 1999 en Komtel in 2000, werd afgestoten en verkocht aan private-equitybeleggingsfirma Apax, die het fuseerde met de Tropolys-groep (die het jaar ervoor was verworven) tot het Duitse telecombedrijf Versatel AG (daarvoor van het Finse Elisa) en sinds 2007 genoteerd is aan de DAX-index van Frankfurt. In hetzelfde jaar nam KPN de Belgische divisie van Tele2/Versatel over ter versterking van haar Belgische dochter BASE (sinds 2009 KPN Group Belgium genoemd) en werd de naam van Versatel Nederland gewijzigd in Tele2 Nederland.
Het Duitse Versatel, waarin De Mol in 2009 een aandeel had van 25%, kocht in juli 2008 een netbeheerder (AKF Telekabel TV und Datennetze GmbH). In december 2008 werd een joint venture opgezet om nog een netbeheerder (MediaHome GmbH) te verkrijgen. In juli werden beide bedrijven verkocht aan de Franse investeringsmaatschappij Chequers Capital en richtte zich voortaan alleen nog op telecomnetwerken. In april 2009 werd telecommunicatiebedrijf BreisNet Telekommunikations- und Carrier-Dienste GmbH overgenomen en geïntegreerd.